# Bad Hersfeld
Bad Hersfeld è un comune tedesco di 30 652 abitanti, situato nel land dell'Assia. Degna di nota l'abbazia di Hersfeld.
A Bad Hersfeld i fiumi Haune, Geisbach e Solz confluiscono nella Fulda.
Ogni anno vi si svolge  il festival teatrale Bad Hersfelder Festspiele durante il quale viene assegnato il premio Hersfeld-Preis.